# Alfred Shaughnessy
Alfred James Shaughnessy (Londen, 19 mei 1916 - Plymouth, 2 november 2005) alias Freddy Shaughnessy was een Engels scriptschrijver. Hij schreef voor onder meer Upstairs, Downstairs.
Zijn vader was Alfred Shaughnessy, die overleed in 1915 toen hij diende bij de Canadian Infantry. Zijn grootvader Thomas Shaughnessy, 1st Baron Shaughnessy was een Amerikaans Canadees spoorwegdeskundige. Zijn moeder was een nicht van James K. Polk. Zijn jeugd bracht hij door in de Verenigde Staten, maar later verhuisde de familie naar Engeland. De familie had een butler, een kokkin, een lakei, twee dienstmeisjes, een keukenmeid en een kamenier in dienst. De Prince of Wales bezocht hun huis voor een diner terwijl hij werkte aan het scenario van Upstairs, Downstairs aflevering Guest of Honour.
Shaughnessy werd opgeleid aan de Summer Fields School daarna Eton en de Royal Military Academy Sandhurst met de intentie te gaan dienen bij de Grenadier Guards. Eind 1930 begon hij te werken als scenarioschrijver, maar door het uitbreken van de Tweede Wereldoorlog in 1939 ging hij terug naar het Engelse leger. Hij landde in Normandië met de British Guards Armoured Division op Gold Beach.
Na de oorlog begon bij de Ealing Studios zijn loopbaan als schrijver, producent, en regisseur. In 1956 regisseerde hij Suspended Alibi. Na de zestiger jaren legde hij zich toe op het schrijven van scenarios. Hij schreef vijftien afleveringen van Upstairs, Downstairs en was de scripteditor voor 66 afleveringen, waarin hij feiten voor deze serie verzamelde. Scenarios schreef hij ook voor Hadleigh 13 afleveringen 1967, Manhunt 10 afleveringen 1970 en Thomas and Sarah 9 afleveringen 1979.
Hij schreef later voor The Adventures of Sherlock Holmes, The Cedar Tree, The Irish R.M., All Creatures Great and Small, The Saint en Alleyn Mysteries. Shaughnessy schreef ook de boeken Dearest Enemy en Hugo .
Shaughnessy trouwde in 1948 met actrice Jean Lodge. Samen kregen ze twee acterende zoons; Charles Shaughnessy en David Shaughnessy. Hij schreef in 1975 zijn autobiografie Both Ends of the Candle, in 1997 gevolgd door A Confession in Writing. Hij overleed kort nadat hij een interview had met Simon Williams over Upstairs, Downstairs.